# Oreophryne ampelos
Espèce
Oreophryne ampelos est une espèce d'amphibiens de la famille des Microhylidae.

## Répartition
Cette espèce est endémique de Papouasie-Nouvelle-Guinée. Elle se rencontre entre 840 et 1 280 m d'altitude dans les Star mountains et le massif Hindenburg.

## Étymologie
Cette espèce est nommée en référence aux mœurs arboricoles de cette espèce, en effet Ampélos, un des Hamadryades, est une nymphe liée à un arbre et meurt si cet arbre meurt.

## Publication originale
- Kraus, 2011 : New frogs (Anura: Microhylidae) from the mountains of western Papua New Guinea. Records of the Australian Museum, vol. 63, p. 53-60 (texte intégral).